# Mark Kelly (toetsenist)

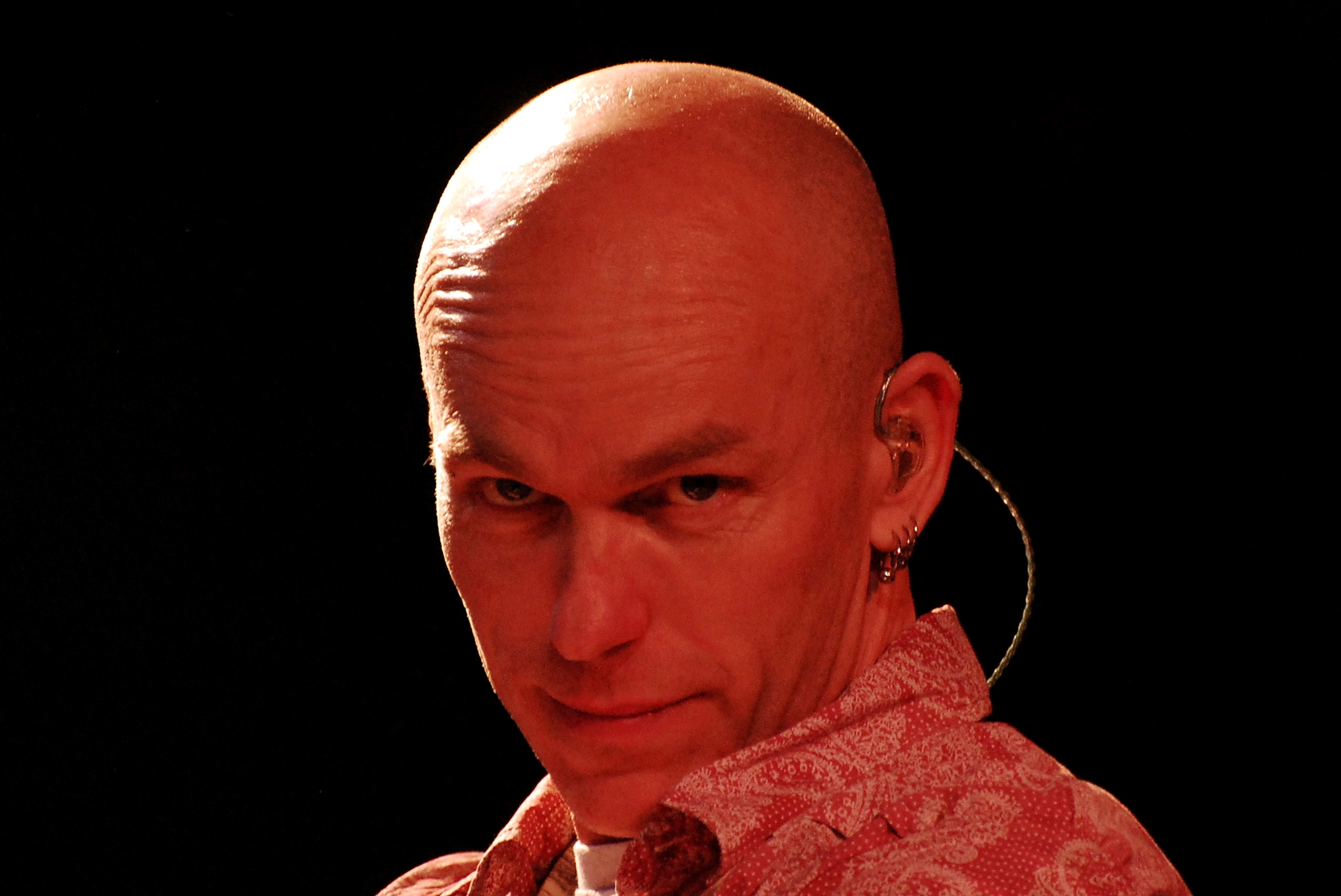
Mark Kelly in Krakau (2009)

Mark Colbert Kelly (Dublin, 9 april 1961) is een Iers toetsenist. Sinds 1981 is hij lid van de progressieve rockband Marillion.

## Jeugd
Kelly werd geboren in Ierland. In 1969 verhuisde het gezin naar het stadje Romford in Engeland. Daar volgde hij een opleiding tot elektrotechnicus. In die tijd speelde Kelly in de psychedelische band Chemical Alice. Zijn voorkeur voor toetsen kwam voort uit Kelly’s bewondering voor Rick Wakeman.

## Marillion
Toen Marillion in 1981 het voorprogramma voor een gig van Chemical Alice verzorgde, vroeg Fish  Mark Kelly om keyboardspeler Brian Jelliman te komen vervangen. Hij zegde toe en is sindsdien lid van Marillion.

## Gastoptredens

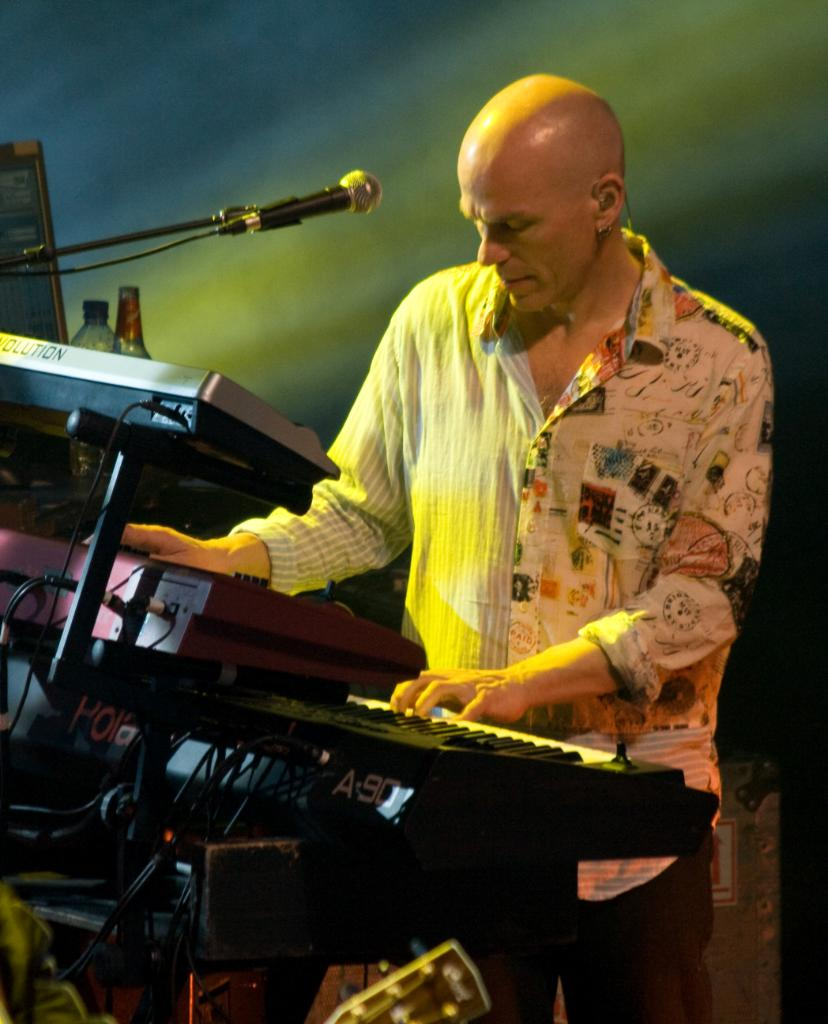
Mark Kelly in Montreal in 2009

In de loop der jaren heeft Mark Kelly als gast meegedaan aan diverse concerten en projecten van collega-muzikanten. Met Travis trad hij onder meer op het Isle of Wight Festival (10–12 juni 2005) op. Hij verzorgde ook het toetsenwerk voor het nummer The "Other" Other Dimension op het album "In The Last Waking Moments..." van Edison's Children. En in 2017 werd Kelly betrokken bij Ayreons project The Source.

## Solo
In 2020 begon Kelly het soloproject Mark Kelly's Marathon, waarin hij met hulp van een aantal vrienden een solo-album opnam. Dit kwam in november van dat jaar uit onder de titel Marathon. In september was al de single Amelia uitgebracht.

## Belangenbehartiger
Kelly was in de periode 2009-2018 vice-voorzitter van de Featured Artists Coalition, een organisatie die de belangen behartigt van popmuzikanten in het digitale tijdperk. En van 2009 tot 2020 werd hij verkozen tot directeur van Phonographic Performance Limited, een collectief dat de belangen van muzikanten aangaande hun copyright behartigt.
- Bibliothèque nationale de France: cb14047699s (data)
- Gemeinsame Normdatei: 124157801X
- International Standard Name Identifier: 0000 0000 0881 5053
- MusicBrainz: b3eab875-d100-429a-ae87-40bc8bfefde8
- Nationale Bibliotheek van Tsjechië: xx0180717
- Virtual International Authority File: 212896
- WorldCat: E39PBJq6T6PKbyyYhdyk3Y7mBP